# ロヒケイット

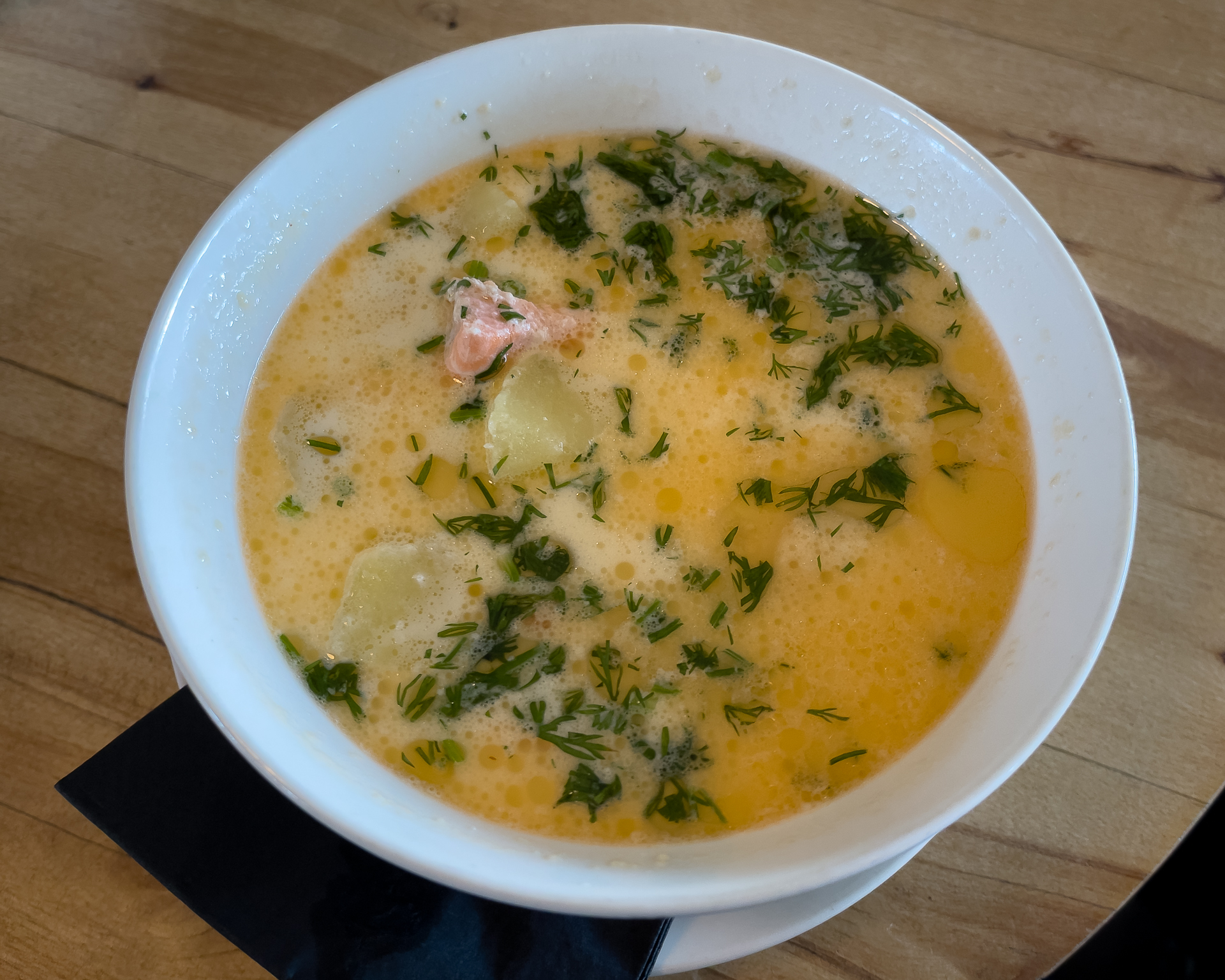
ロヒケイット

ロヒケイット(フィンランド語: lohikeitto, スウェーデン語: laxsoppa)はフィンランド他、北欧諸国でよく食べられる料理である。サーモンの切り身、ゆでたジャガイモ、ニンジン、ネギなどが使用される。この料理は温かい状態で提供され、通常は新鮮なディル、オールスパイス、塩、黒コショウで味付けされる。スープはクリームまたは全乳が使われ、クリーミーな風味と食感のチャウダーになっている。リーキやパースニップ等西洋の野菜を具材として使用することもある。
フィンランドにおいては家庭料理として親しまれている。
平川真梨子が週刊プレイボーイに連載していたコラムによると、見た目はシチューのようだが、実際の食感はさらさらしたクリーム系のスープだという。